# 八寨镇 (毕节市)
八寨镇，是中华人民共和国贵州省毕节市七星关区下辖的一个乡镇级行政单位。
2013年7月，毕节市人民政府批复七星关区部分行政区划调整，将八寨镇七里沟、果乐桥、二道河3个村划归海子街镇管辖。

## 行政区划
八寨镇下辖以下地区：
八寨村、大兴村、茅栗坪村、劳动村、新艾村、钟寨村、中厂村、金银山村、冷水河村、板厂村、岩口村、罗汉山村、木樨村、华山村和瓦窑坪村。